# Port aux Basques
Port aux Basques is een natuurlijke haven in het uiterste zuidwesten van het Canadese eiland Newfoundland. De inham maakt deel uit van de gemeente Channel-Port aux Basques en huisvest een belangrijke veerhaven van waaruit Marine Atlantic de verbinding met Nova Scotia verzorgt. Het dorp Channel is deels aan de westzijde van deze natuurlijke haven gelegen.
De benaming Port aux Basques verwijst ook wel naar de bebouwing langs de inham en wordt daarnaast dikwijls gebruikt als pars pro toto-verwijzing naar de volledige gemeente Channel-Port aux Basques.

## Geografie
Port aux Basques is een inham van de Straat Cabot met een oppervlakte van zo'n 2 km². Hij bevindt zich 13 km ten oostzuidoosten van Cape Ray, de zuidwestelijke kaap van Newfoundland. In de natuurlijke haven liggen vier eilanden, namelijk Money Island, Pikes Island, Snooks Island en Vardys Island, en nog een aantal rotsen.
De veerhaven van Port aux Basques is de westelijke terminus van het eilandgedeelte van de Trans-Canada Highway, evenals het beginpunt van provinciale route 470 (die daarna langs de nog vrij ongerepte noordkust van de baai loopt).

## Galerij

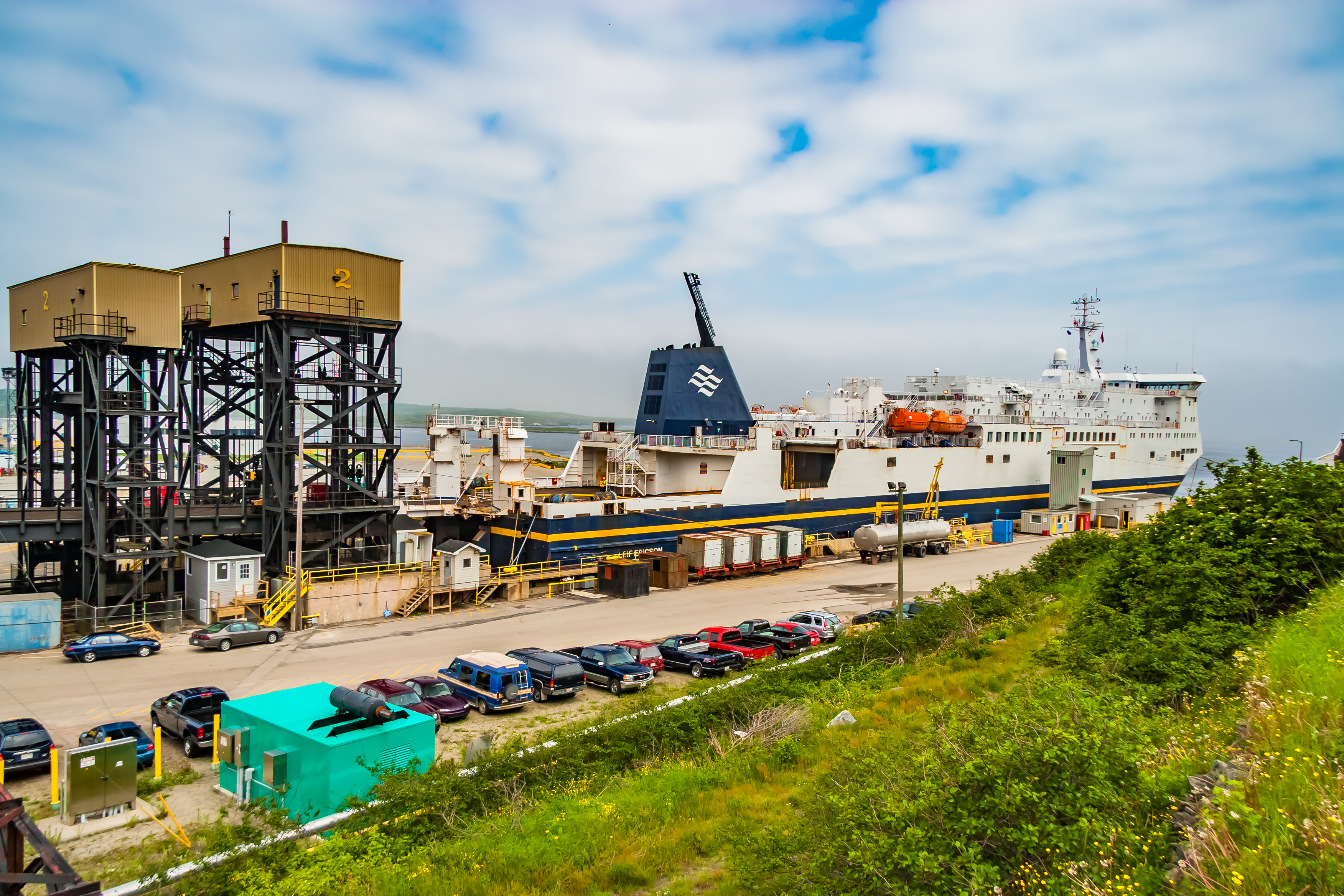
Veerboot van Marine Atlantic aangemeerd in Port aux Basques
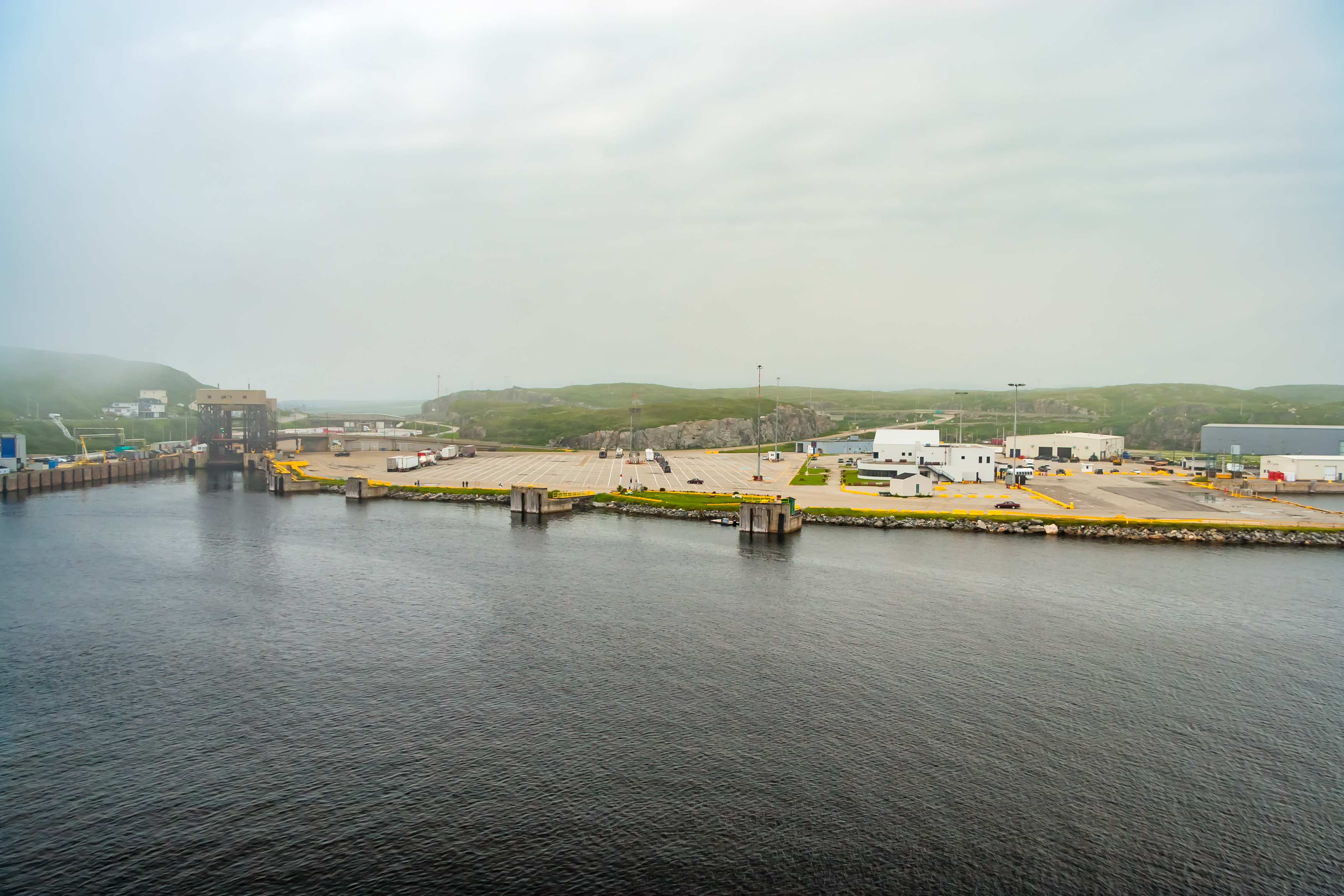
Deel van de veerhaveninfrastructuur
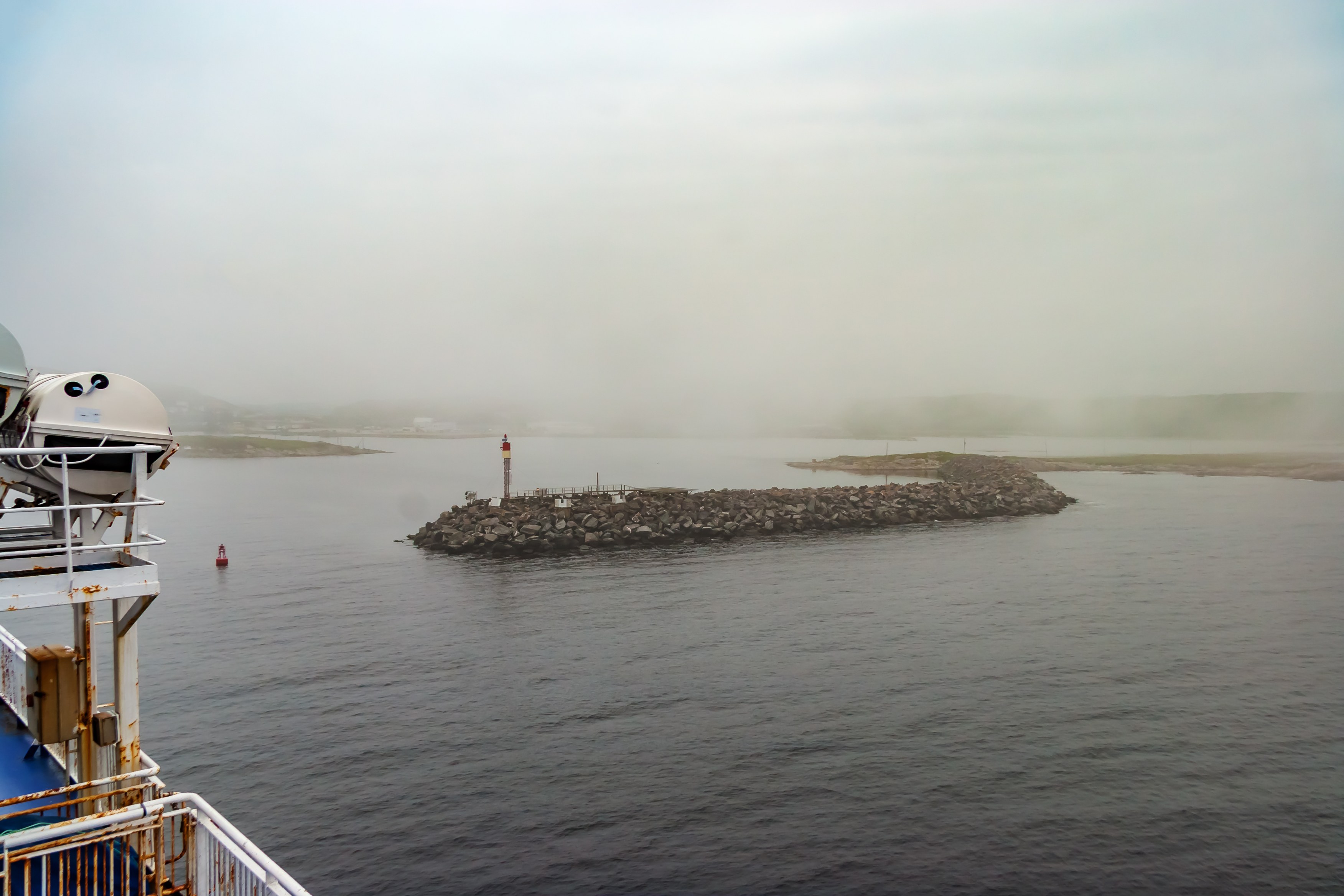
De aan Pikes Island verbonden golfbreker van de haven, gezien vanop een veerboot
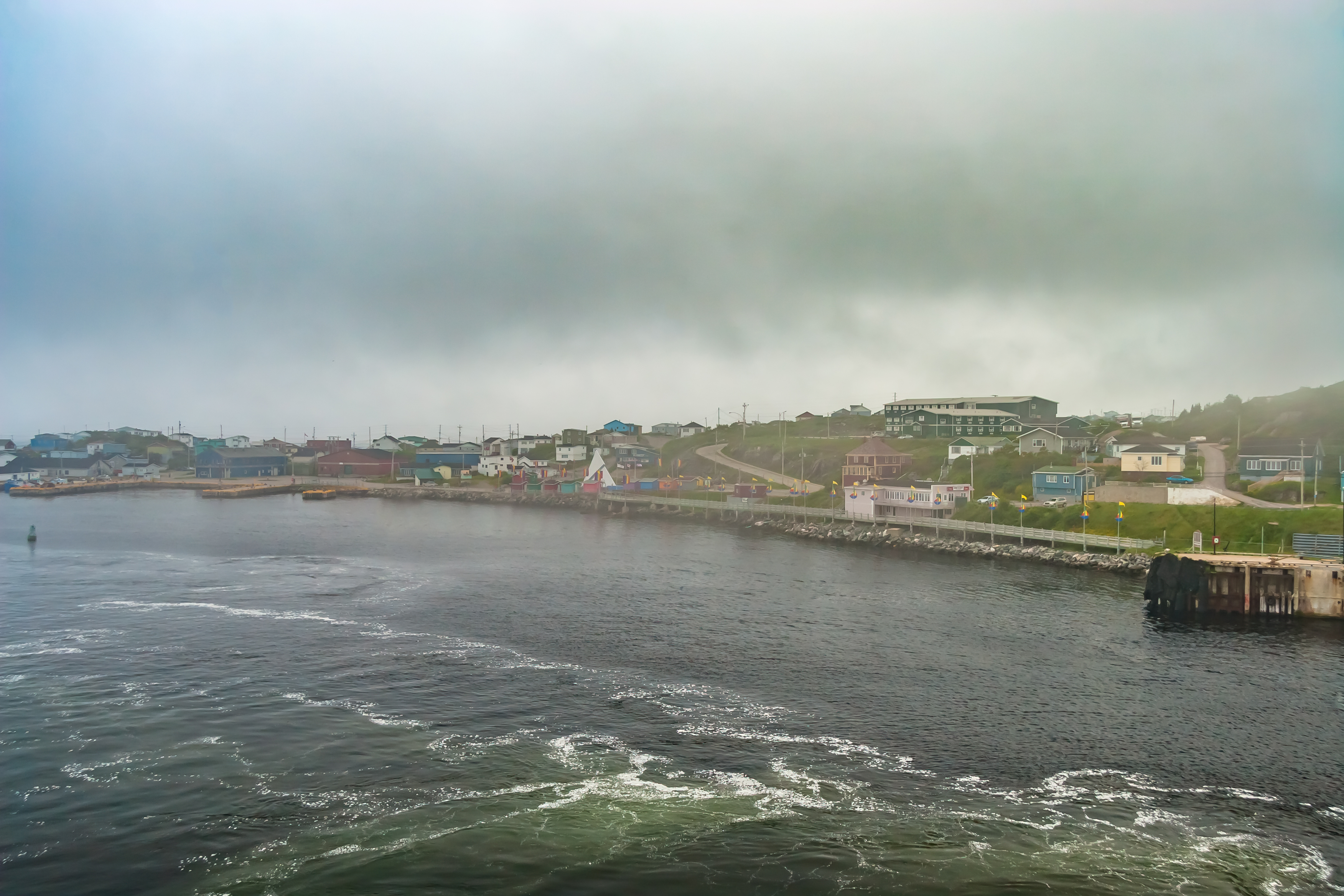
Bebouwing aan de westzijde van de inham